# Näbbtrampört
Näbbtrampört (Polygonum oxyspermum) är en ört tillhörande familjen slideväxter.
Näbbtrampört liknar till viss del även den i Sverige mycket vanliga arten trampört.